# Vireux-Molhain
Vireux-Molhain [viʁø mɔlɛ̃] ist ein Dorf und eine Gemeinde mit 1.482 Einwohnern (Stand 1. Januar 2022) im französischen Département Ardennes in der Region Grand Est. Die Gemeinde gehört zum Arrondissement Charleville-Mézières und zum Gemeindeverband  Communauté de communes Ardenne, Rives de Meuse.

## Geografie
Vireux-Molhain liegt an der Mündung des Viroin in die Maas, am linken Ufer der Maas, und schließt direkt an die Nachbargemeinde Vireux-Wallerand an. Die Gemeinde gehört zum 2011 gegründeten Regionalen Naturpark Ardennen.

## Geschichte
Im 3. und 4. Jahrhundert bestand auf dem Mont Vireux, einem Bergsporn links der Maas südlich der Virion-Mündung, ein römisches Kastell. Unweit davon wurde auch das zugehörige Gräberfeld mit bedeutenden Funden aus der Spätantike aufgedeckt. Im 8. Jahrhundert wurde im heutigen Ortsteil Molhain eine Stiftskirche errichtet, deren Krypta noch unter der heutigen Kirche erhalten ist. Im 13. bis 14. Jahrhundert wurde der Mont Vireux erneut befestigt.

## Bevölkerungsentwicklung
| Jahr                       | 1962 | 1968 | 1975 | 1982 | 1990 | 1999 | 2008 | 2019 |
| -------------------------- | ---- | ---- | ---- | ---- | ---- | ---- | ---- | ---- |
| Einwohner                  | 2017 | 1939 | 2039 | 1936 | 1923 | 1835 | 1674 | 1467 |
| Quellen: Cassini und INSEE |      |      |      |      |      |      |      |      |

## Sehenswürdigkeiten
- Die Stiftskirche Saint-Ermel (Collégiale Saint-Ermel) ist als historisches Monument eingestuft.
- Die Kirche Saint-Martin stammt aus dem 18. Jahrhundert.
- Zur teilweise gut erhaltenen Bausubstanz aus dem 16. bis 18. Jahrhundert gehören Häuser an der Place de la Collégiale, in der Rue de la Jussière, Rue de la Tannerie und der Avenue Roger-Posty.
- Im Tourismusbüro der Gemeinde werden in einer ständigen Ausstellung Fossilien aus der Umgebung gezeigt.

## Infrastruktur

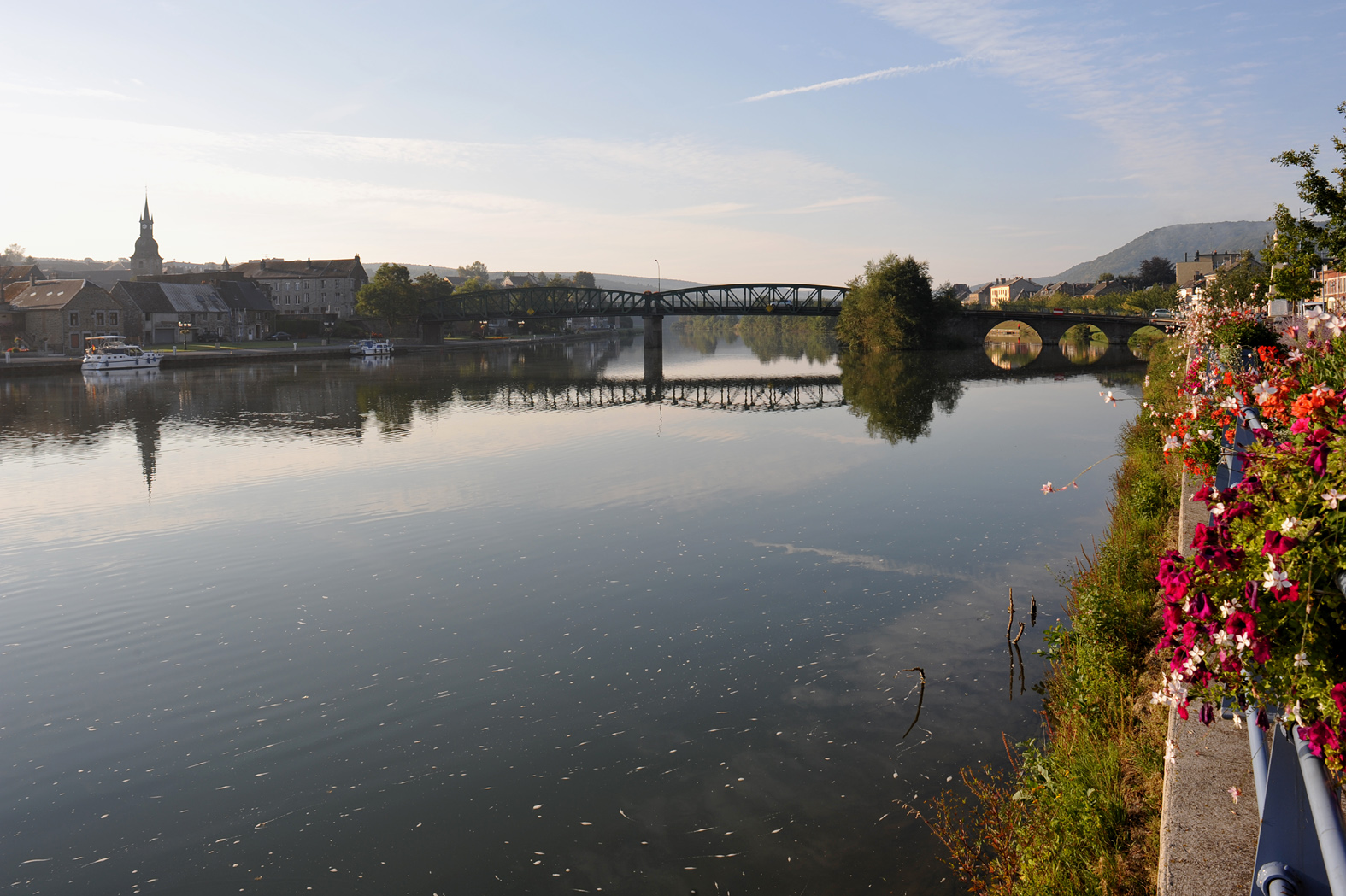
Maasbrücke zwischen Vireux-Molhain (rechts) und Vireux-Wallerand

Die Zentren beider Vireux-Orte sind durch eine Brücke über die Maas miteinander verbunden.
Von den Verkehrswegen durch das Maastal verlaufen auf dem linken Ufer der Maas die Departementsstraße D 8051 (ehemalige Nationalstraße N 51) und die Bahnstrecke Soissons–Givet, auf dem rechten der Radwanderweg Voie Transardenne. Die alte Bahnstrecke nach Mariembourg wird zwar von der Museumseisenbahn Chemin de fer à vapeur des 3 vallées (Dreitäler-Dampfeisenbahn) genutzt, deren Züge enden aber jenseits der belgischen Grenze in Viroinval-Treignes.

## Persönlichkeiten
- Eugène Lemaire (1874–1948), belgischer Fotograf